# NGC 4414

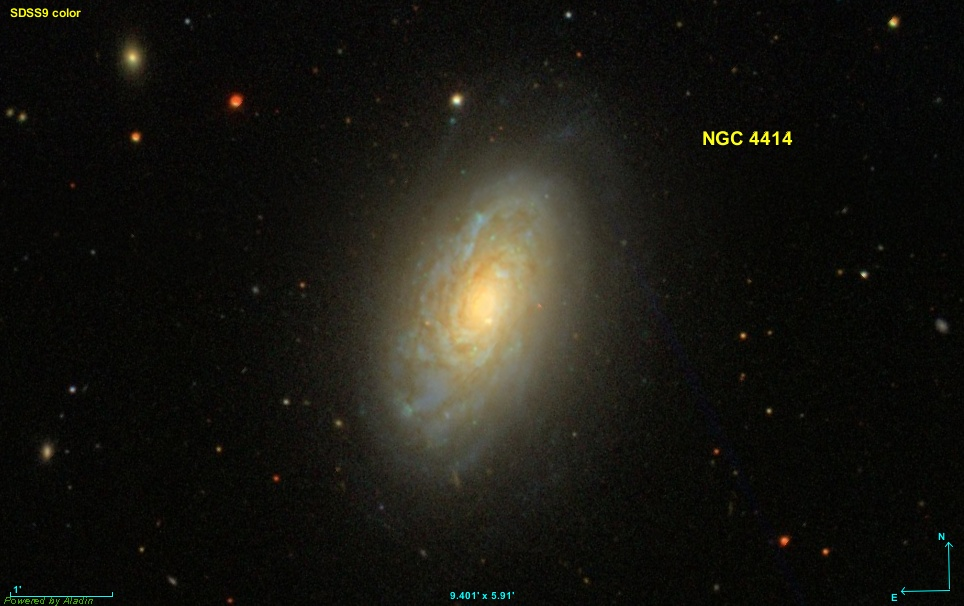
Visualização ampla da galáxia NGC 4414

NGC 4414 é uma galáxia espiral localizada a cerca de sessenta e dois milhões de anos-luz (19 megaparsecs) de distância na direção da constelação da Cabeleira de Berenice. Possui aproximadamente cinqüenta e seis mil anos-luz de diâmetro, uma magnitude aparente de +10,3, uma declinação de +31° 13' 24" e uma ascensão reta de 12 horas, 26 minutos e 27,1 segundos.
A galáxia NGC 4414 é uma das mais belas galáxias espirais fotografadas pelo telescópio Hubble. Enquanto o núcleo galáctico é inteiramente amarelo, os braços espirais da galáxia parecem azulados, resultado da formação, em curso, de estrelas jovens, azuis. A galáxia como um todo é bastante massiva com grande quantidade de nuvens de gás e de poeira interestelar.